# Kaplica św. Jana Sarkandra w Ołomuńcu
Kaplica św. Jana Sarkandra – kaplica w Ołomuńcu na Morawach w Czechach, wybudowana na miejscu dawnego więzienia, w którym w 1620 r. był przetrzymywany i torturowany Jan Sarkander.
W 1672 r. w budynku więzienia urządzono kaplicę. W 1702 r. kaplicę poświęcono męczennikom Kościoła. W latach 1703–1704 oraz 1721-1724 na jej miejscu wzniesiono nową kaplicę w stylu barokowym. Od dnia 6 maja 1860 r., kiedy miały miejsce uroczystości beatyfikacyjne Jana Sarkandra, kaplica nosiła wezwanie błogosławionego Jana Sarkandra. Obecna, neobarokowa kaplica została wybudowana w latach 1909-1912 według planów czeskiego architekta Eduarda Sochora. W latach 1994–1995 miały miejsce szeroko zakrojone prace konserwacyjne, związane z przewidzianymi na 21 maja 1995 r. uroczystościami kanonizacyjnymi Jana Sarkandra z udziałem papieża Jana Pawła II.

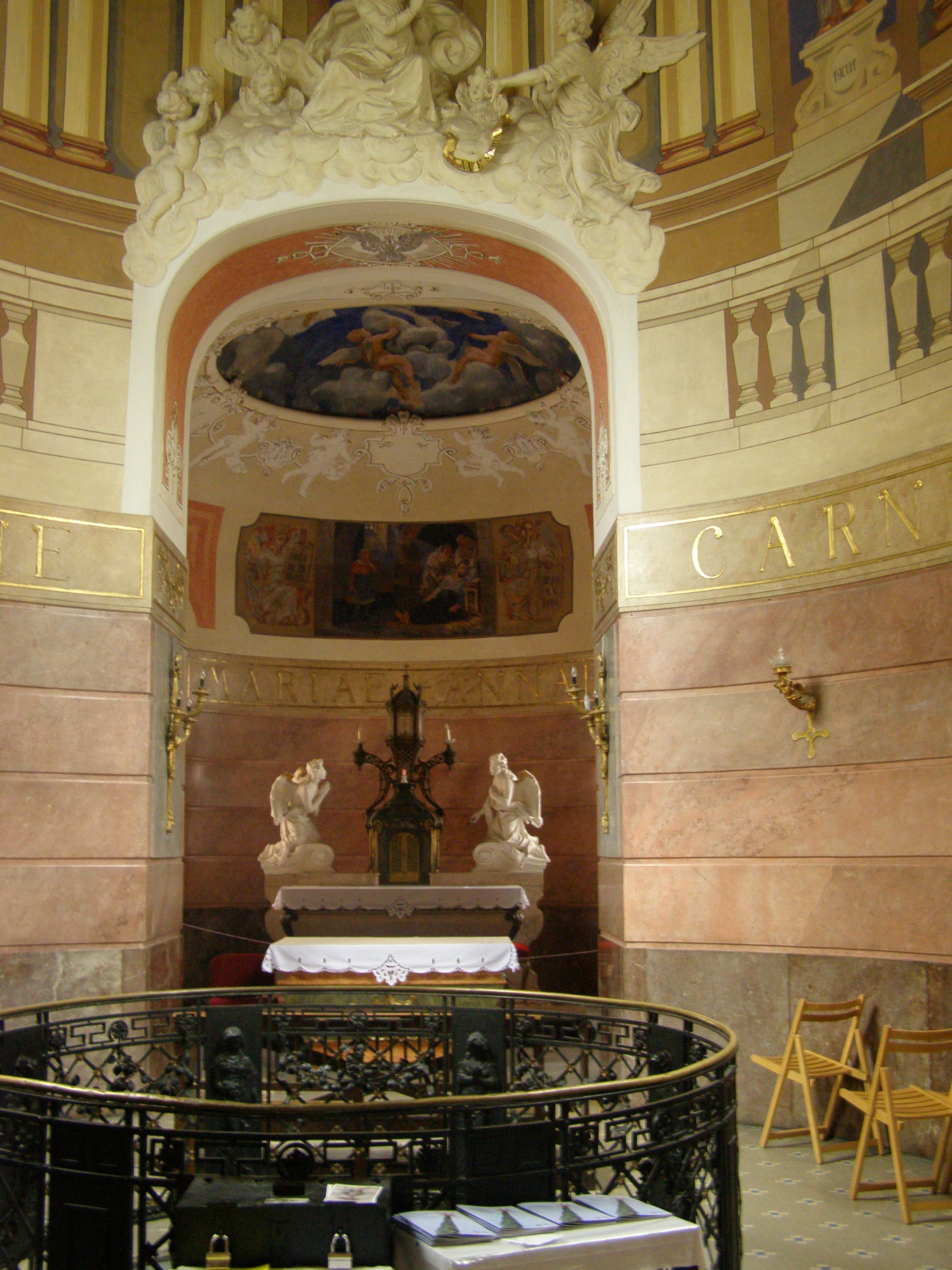
Kaplica św. Jana Sarkandra – wnętrze

Kaplica ma formę dwukondygnacyjnej budowli o założeniu centralnym, nakrytej kopułą z latarnią i wyposażonej w wydatną apsydę na planie koła. Pośrodku posadzki nawy znajduje się okrągły otwór ukazujący podziemie byłego więzienia, w którym przedstawiono narzędzia tortur z epoki Sarkandra, w tym tzw. skrzypiec, na którym męczony był przyszły święty. Światło dzienne przenika z okien w latarni kopuły do nawy, a stamtąd przez otwór do podziemia. Autorami wyzdoby malarskiej wnętrza kaplicy są Jakub Obrovský i Jano Köhler.
Przed kaplicą znajduje się fontanna zwana "Zdrojem żywej wody św. Jana Sarkandra" (cz. Pramen živé vody sv. Jana Sarkandra). Przylegające do kaplicy dwubiegowe schody zdobi posąg św. Jana Nepomucena, zaś w niszy na zewnątrz apsydy znajduje się rzeźba św. Jana Sarkandra. Bezpośrednie otoczenie kaplicy (ulica Na Hradě i Univerzitní náměstí) należy do najbardziej malowniczych zakątków Ołomuńca.

## Bibliografia

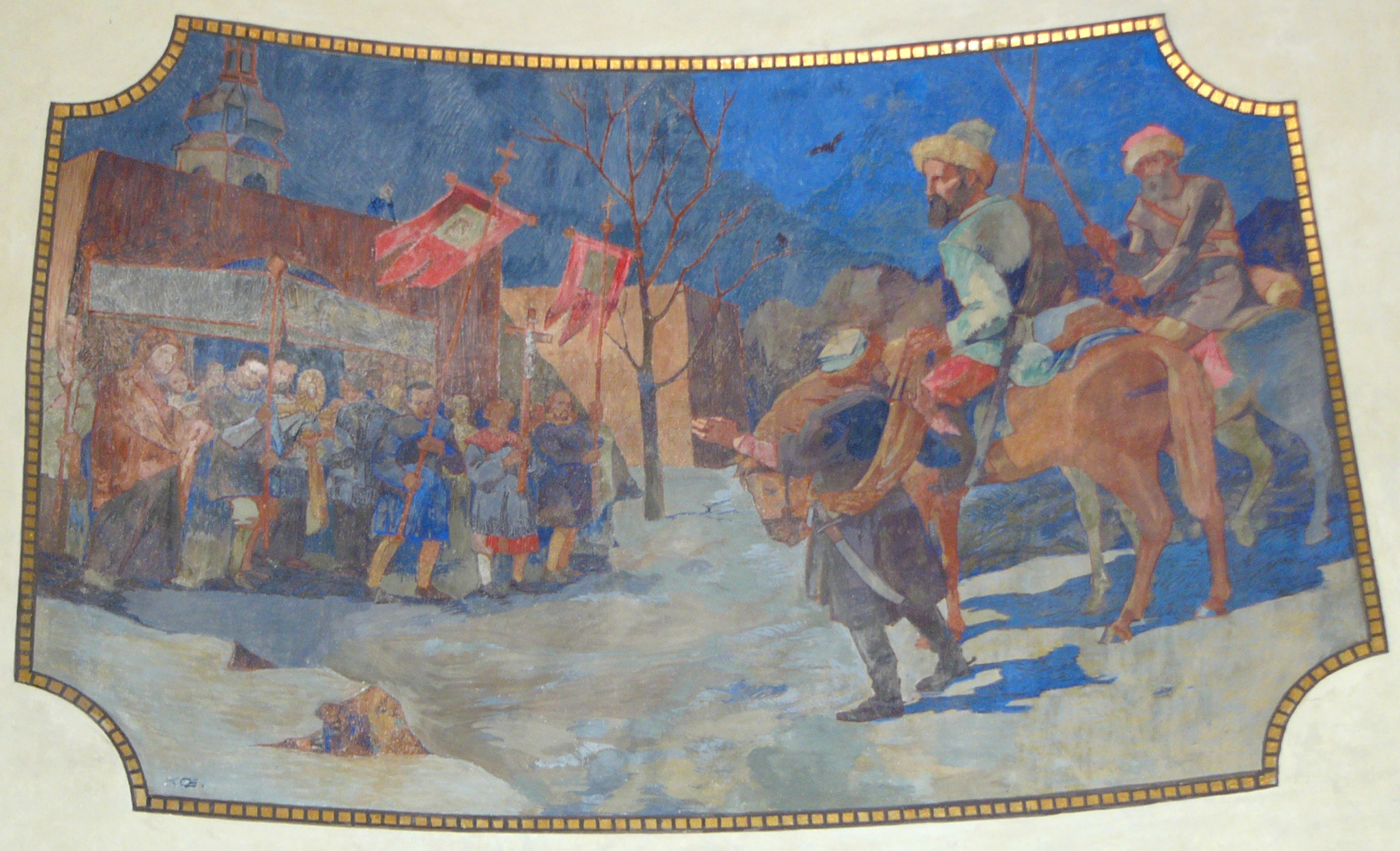
Jan Sarkander na czele procesji w Holešowie
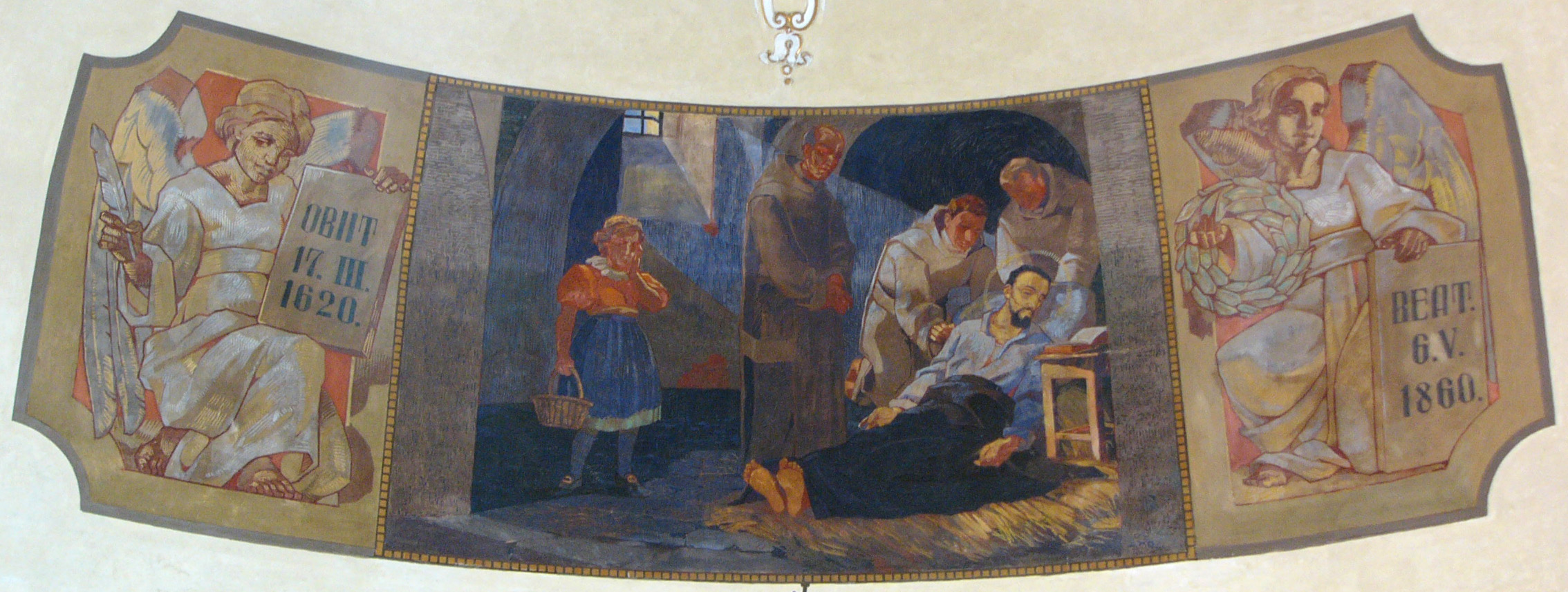
Uwięzienie Jana Sarkandra
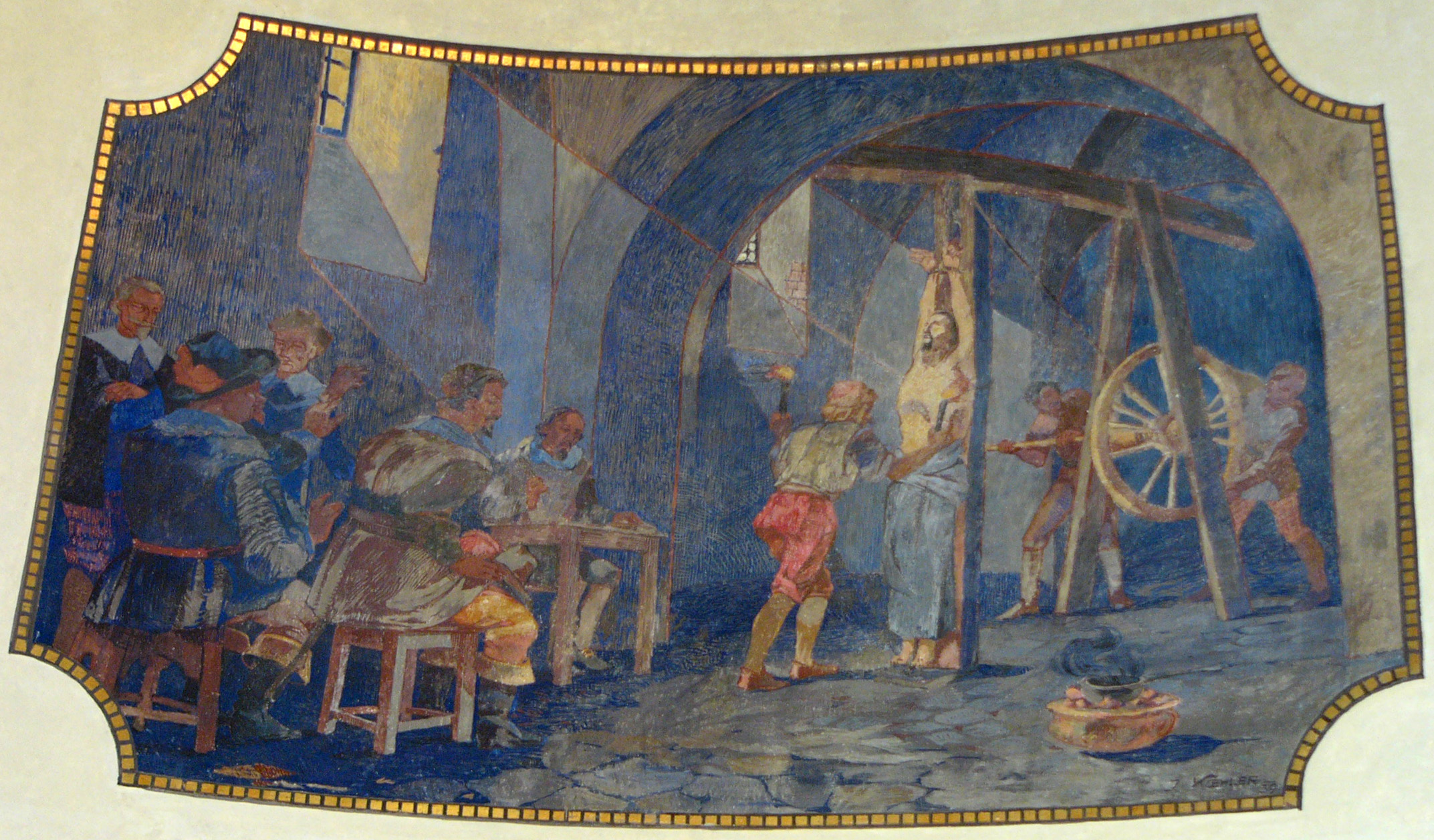
Torturowanie Jana Sarkandra